# Волиця (гміна Бусько-Здруй)
Волиця (пол. Wolica) — село в Польщі, у гміні Бусько-Здруй Буського повіту Свентокшиського воєводства.
Населення — 229 осіб (2011).
У 1975-1998 роках село належало до Келецького воєводства.

## Демографія
Демографічна структура на день 31 березня 2011 року:
|          | Загалом | Допрацездатний вік | Працездатний вік | Постпрацездатний вік |
| -------- | ------- | ------------------ | ---------------- | -------------------- |
| Чоловіки | 112     | 22                 | 79               | 11                   |
| Жінки    | 117     | 23                 | 66               | 28                   |
| Разом    | 229     | 45                 | 145              | 39                   |